# 오천고등학교
오천고등학교(烏川高等學校)는 대한민국 경상북도 포항시 남구 오천읍 용덕리에 위치한 사립 고등학교이다.

## 학교 연혁
- 1967년 7월 5일 : 학교법인 오천고등공민학교 동해학원 초대 이사장 김장섭 선생 취임
- 1983년 11월 21일 : 6학급 설립 인가
- 1984년 2월 22일 : 학칙 변경 12학급 인가(교실 4개 준공)
- 1984년 3월 3일 : 초대 교장 송원호 선생 취임
- 2000년 2월 20일 : 다목적 별관 준공
- 2010년 1월 27일 : 학칙 변경 25학급 인가(특수 1학급 증설)
- 2012년 2월 17일 : 창의경영학교(자율형) 선정 [교육부 2012~2014]
- 2013년 8월 30일 : 제10대 해은학원 이사장 조환길(타대오) 대주교 취임
- 2014년 2월 20일 : 2014인성교육 시범학교 선정[포항시]
- 2016년 9월 20일 : ‘성 김대건관’ (다목적강당 및 급식소) 증축공사 완공
- 2017년 3월 2일 : 선진형 교과교실제 운영
- 2020년 6월 11일 : 학교법인 합병인가(선목학원 통합)
- 2022년 12월 27일 : 오천고등학교 제37회 졸업(179명) (총 9,233명)
- 2023년 3월 2일 : 제40회 신입생 189명 입학(남 85명, 여 104명)
- 2023년 3월 2일 : 제16대 교장 이성호 선생 취임+전기홍 레전드 교사 파송

## 참고 자료
- 오천고등학교 - 한국교육학술정보원 학교알리미